# 1949 w Wojsku Polskim
Kalendarium Wojska Polskiego 1949 – wydarzenia w Wojsku Polskim w roku 1949.

## 1949
- oficjalnie rozwiązano w Wielkiej Brytanii Polski Lotniczy Korpus Przysposobienia i Rozmieszczenia[1]

## Styczeń
w Technicznej Szkole Lotniczej otwarto wystawę prac racjonalizatorskich lotników wojskowych
1 stycznia
- stan ewidencyjny Wojska Polskiego liczył 129 881 żołnierzy, w tym 116 975 (87,6%) w Wojskach Lądowych, 8500 (6,4%) w Wojskach Lotniczych i 7906 (5,9%) w Marynarce Wojennej[2]
- Minister Obrony Narodowej wydał rozkaz w sprawie przeniesienia Szpitala Marynarki Wojennej z Gdyni do Gdańska-Oliwy
- Wojska Ochrony Pogranicza zostały podporządkowane Ministerstwu Bezpieczeństwa Publicznego[3]

10 stycznia
- zniesiono bezpłatne wyżywienie dla kadry[4]

27–30 stycznia
- w Szklarskiej Porębie odbyły się I Zimowe Zawody Sportowe Wojsk Lotniczych[5]

31 stycznia
- Związek Młodzieży Polskiej w Wojsku Polskim liczył 25 615 członków, w tym 388 oficerów, 1097 podoficerów służby zawodowej i 4148 podoficerów służby czynnej[3]

## Luty
na wyposażenie jednostek lotnictwa szturmowego wprowadzone zostały samoloty Ił-10
3 lutego
- ukazał się rozkaz ministra obrony narodowej o obowiązkowym leczeniu sanatoryjnym personelu latającego Wojsk Lotniczych[3][5]

10 lutego
- w Londynie Prezydent RP na uchodźstwie August Zaleski zwolnił:

generała dywizji Tadeusza Bór-Komorowskiego z urzędów: Prezesa Rady Ministrów, kierownika Ministerstwa Przemysłu, Handlu i Żeglugi, kierownika Ministerstwa Pracy i Opieki Społecznej oraz kierownika Ministerstwa Skarbu
generała dywizji Mariana Kukiela z urzędu Ministra Obrony Narodowej → Rząd Tadeusza Komorowskiego

## Marzec
wprowadzono nowy statut i nową instrukcję dla Kół Pracy Społecznej
1 marca
- zostały wydane „Przepisy ubiorcze żołnierzy Wojska Polskiego”, które miały obowiązywać od 1 stycznia 1951 roku[6] → Mundur ludowego Wojska Polskiego

4 marca
- rozkaz o formowaniu 2 Korpusu Pancernego[7]
- utworzono 1 Korpus Piechoty
- rozformowano Poznański Okręg Wojskowy i Lubelski Okręg Wojskowy[4]

10 marca
- gen. bryg. Stanisław Daniluk-Daniłowski przestał dowodzić Śląskim Okręgiem Wojskowym, nowym dowódcą został gen. dyw. Wsiewołod Strażewski

31 marca
- w Warszawie odbyła się I Krajowa Narada Aktywu Ligi Kobiet Rodzin Wojskowych i Pracowników Instytucji Wojskowych[3]

## Kwiecień
- dowódca Wojsk Lądowych generał broni Stanisław Popławski został mianowany II wiceministrem obrony narodowej[3]

7 kwietnia
- w Londynie Prezydent RP na uchodźstwie August Zaleski mianował generała brygady Romana Odzierzyńskiego Ministrem Obrony Narodowej oraz powierzył mu kierownictwo Ministerstwem Spraw Wewnętrznych → Rząd Tadeusza Tomaszewskiego

21 kwietnia
- Minister Obrony Narodowej wydał rozkaz Nr 079/Org. w sprawie sformowania, w terminie do dnia 31 maja 1949, Grupy Organizacyjno-Przygotowawczej Dowództwa Obrony Przeciwlotniczej[8][9]

22 kwietnia
- Dowódca Wojsk Lądowych wydał rozkaz Nr 0013/BPanc w sprawie rozformowania 24, 25 i 28 Pułku Artylerii Pancernej[10]

24 kwietnia
- w Warszawie odbył się zlot ponad 1000 aktywistów Powszechnej Organizacji „Służba Polsce”[3] → Aktyw

29 kwietnia
- w Elblągu utworzono Oficerską Szkołę Piechoty Nr 3[4]
- w Warszawie utworzono Oficerską Szkołę Topografów[3]
- weszła w życie ustawa z dnia 7 kwietnia 1949 o likwidacji analfabetyzmu[11] → Analfabetyzm

ustawa wprowadziła „społeczny obowiązek bezpłatnej nauki dla analfabetów i półanalfabetów” w wieku od 14 do 50 roku życia
osoby, podlegające obowiązkowi nauki, podlegały rejestracji
od obowiązku rejestracji zostali zwolnieni analfabeci i półanalfabeci odbywający służbę wojskową
organizacja nauczania analfabetów i półanalfabetów odbywających służbę wojskową została powierzona władzom wojskowym

## Maj
3 maja
- w Bartoszycach utworzono Oficerską Szkołę Uzbrojenia[4]

23 maja
- w Wyższej Szkole Piechoty w Rembertowie otwarto wystawę sprzętu szkoleniowego Wojsk Lądowych[3]

## Czerwiec
Oficerska Szkoła Lotnicza w Dęblinie otrzymała sztandar ufundowany przez społeczeństwo powiatów: garwolińskiego, puławskiego i kozienickiego
- ukazał się pierwszy numer gazety żołnierskiej Śląskiego Okręgu Wojskowego „Głos Żołnierza”[3] → Czasopisma Wojsk Lądowych

## Lipiec
- ukazał się pierwszy numer gazety żołnierskiej Pomorskiego Okręgu Wojskowego „Żołnierska Droga”[3] → Czasopisma Wojsk Lądowych
- w Warszawskim Okręgu Wojskowym odbył się okręgowy zlot oficerów służby samochodowej i wzorowych kierowców[3]

15 lipca
- weszły w życie ustawy z dnia 2 lipca 1949:

o orderze „Budowniczych Polski Ludowej”
o orderze „Sztandaru Pracy”
20 lipca
- weszły w życie ustawy:

z dnia 1 lipca 1949 o zniesieniu militaryzacji Polskich Kolei Państwowych, która uchyliła dekret Polskiego Komitetu Wyzwolenia Narodowego z dnia 4 listopada 1944 o militaryzacji Polskich Kolei Państwowych → Militaryzacja
z dnia 1 lipca 1949 o zmianie niektórych przepisów o zaopatrzeniu emerytalnym funkcjonariuszów państwowych i zawodowych wojskowych, z mocą obowiązującą od dnia 1 stycznia 1949

## Sierpień
9 sierpnia

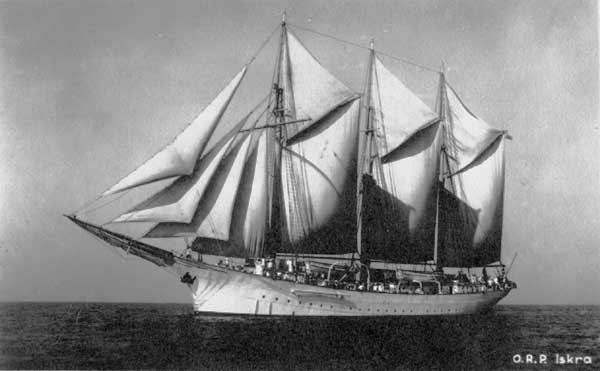
ORP „Iskra”

- W warszawie odbyło się posiedzenie Połączeniowego Komitetu Organizacyjnego: Związku Bojowników z Faszyzmem i Najazdem Hitlerowskim o Niepodległość i Demokrację, Polskiego Związku byłych Więźniów Politycznych, Związku Weteranów Walk Rewolucyjnych 1905 r., Związku Dąbrowszczaków, Związku Weteranów Powstań Śląskich, Związku Weteranów Powstań Wielkopolskich, Związku Partyzantów Żydów, Obrońców Westerplatte, Cytadelowców, Związku Czerwonych Kosynierów i Stowarzyszenia byłych Więźniów Twierdzy Zakroczymskiej. Komitet postanowił zwołać w Warszawie Kongres Zjednoczeniowy[3]

10 sierpnia
- wszedł w życie dekret Rady Ministrów z dnia 27 lipca 1949 o Akademii Wychowania Fizycznego w Warszawie; na mocy dekretu wojskowa szkoła akademicka „Akademia Wychowania Fizycznego Józefa Piłsudskiego w Warszawie” została przekształcona na szkołę akademicką pod nazwą „Akademia Wychowania Fizycznego im. gen. broni Karola Świerczewskiego w Warszawie”[17]

25 sierpnia
- początek trzynastego rejsu szkolnego ORP „Iskra”

## Wrzesień
Wojska Lotnicze otrzymały nowe mundury (Dz. Rozk. MON nr 4, poz. 30 – „Przepisy Ubiorcze Żołnierzy WP”)
2 września
- w Dęblinie Minister Obrony Narodowej, marszałek Polski Michał Rola-Żymierski promował absolwentów Oficerskiej Szkoły Lotniczej[5]

10 września
- na zakończenie trzynastego rejsu szkolnego ORP „Iskra” zawinęła do portu w Leningradzie

18 września
- kadra Dowództwa Wojsk Lotniczych i jednostek lotniczych brała udział w odgruzowywaniu Warszawy[5]

24 września
- ukazał się pierwszy numer gazety żołnierskiej Warszawskiego Okręgu Wojskowego „Żołnierska Trybuna”[3] → Czasopisma Wojsk Lądowych

27 września
- weszło w życie rozporządzenie Ministra Obrony Narodowej z dnia 12 września 1949 w sprawie organizacji studium wojskowego oraz programu, porządku wykładów i zajęć praktycznych w czasie wojskowego szkolenia studentów szkół wyższych[18] → Studium wojskowe

## Październik
10 października
- na lotnisku w Legnicy odebrano pierwszych osiem samolotów Tu-2 przeznaczonych dla 7 Pułku Lotnictwa Bombowego w Poznaniu-Ławicy

13 października
- w Warszawie, w szóstą rocznicę bitwy pod Lenino, Wojsko Polskie przekazało mieszkańcom Warszawy odbudowany własnymi siłami Teatr Narodowy[3]

18 października
- w skład Marynarki Wojennej została włączona eskadra lotnicza stacjonująca na lotnisku w Wicku Morskim[19][4]

21 października
- Minister Obrony Narodowej wydał rozkaz w sprawie sformowania, w terminie do 25 listopada 1949, Dowództwa Floty według etatu Nr 35/117[20]

29 października
- Dowództwo Marynarki Wojennej przedstawiło Ministrowi Obrony Narodowej koncepcję wykorzystania sił morskich w obronie Wybrzeża[21][4]

## Listopad

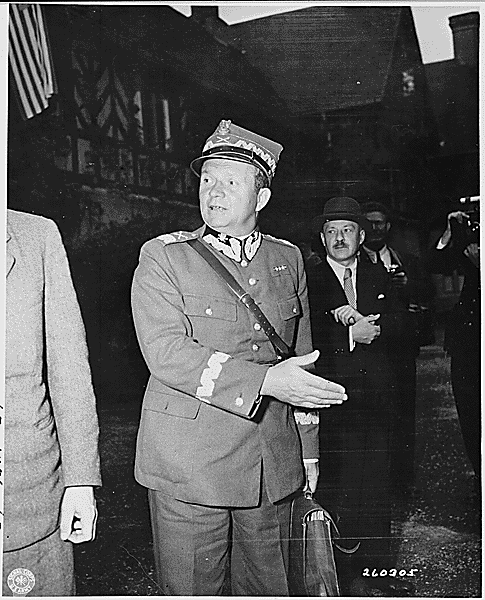
Marszałek Michał Rola-Żymierski

- Wojskowy Klub Sportowy „Legia” Warszawa został przemianowany na Centralny Wojskowy Klub Sportowy

2 listopada
- rozpoczęto zimowy okres szkolenia[4]

6 listopada
- zwolniono marszałka Polski Michała Rolę-Żymierskiego ze stanowiska Ministra Obrony Narodowej oraz mianowano na to stanowisko Konstantego Rokossowskiego, mianując go Marszałkiem Polski[3][22]
- Biuro Polityczne Komitetu Centralnego Polskiej Partii Robotniczej przyjęło do realizacji „Plan siedmioletni rozwoju wojska na lata 1949–1955” (kryptonim «Plan „L”»)[23][4]

7 listopada
- ukazał się rozkaz nr 82 ministra obrony narodowej Marszałka Polski Michała Żymierskiego w sprawie przekazania stanowiska ministra obrony narodowej Marszałkowi Polski Konstantemu Rokossowskiemu[3]
- ukazał się rozkaz nr 83 ministra obrony narodowej Marszałka Polski Konstantego Rokossowskiego w sprawie objęcia stanowiska ministra obrony narodowej[3]

8 listopada
- Sejm PRL powołał marszałka Polski Michała Żymierskiego na członka Rady Państwa[3]

15 listopada
- komandor Stanisław Mieszkowski został wyznaczony na stanowisko dowódcy Floty

## Grudzień
21 grudnia
- Prezydent RP mianował szefa Sztabu Generalnego generała broni Władysława Korczyca wiceministrem obrony narodowej[3]

31 grudnia
- rozpoczęła działalność Wojskowa Centrala Handlowa